# Narragansett, Rhode Island
Narragansett är en kommun (town) i Washington County i delstaten Rhode Island, USA med cirka 16 361 invånare (2000).  Den har enligt United States Census Bureau en area på 97,8 km².

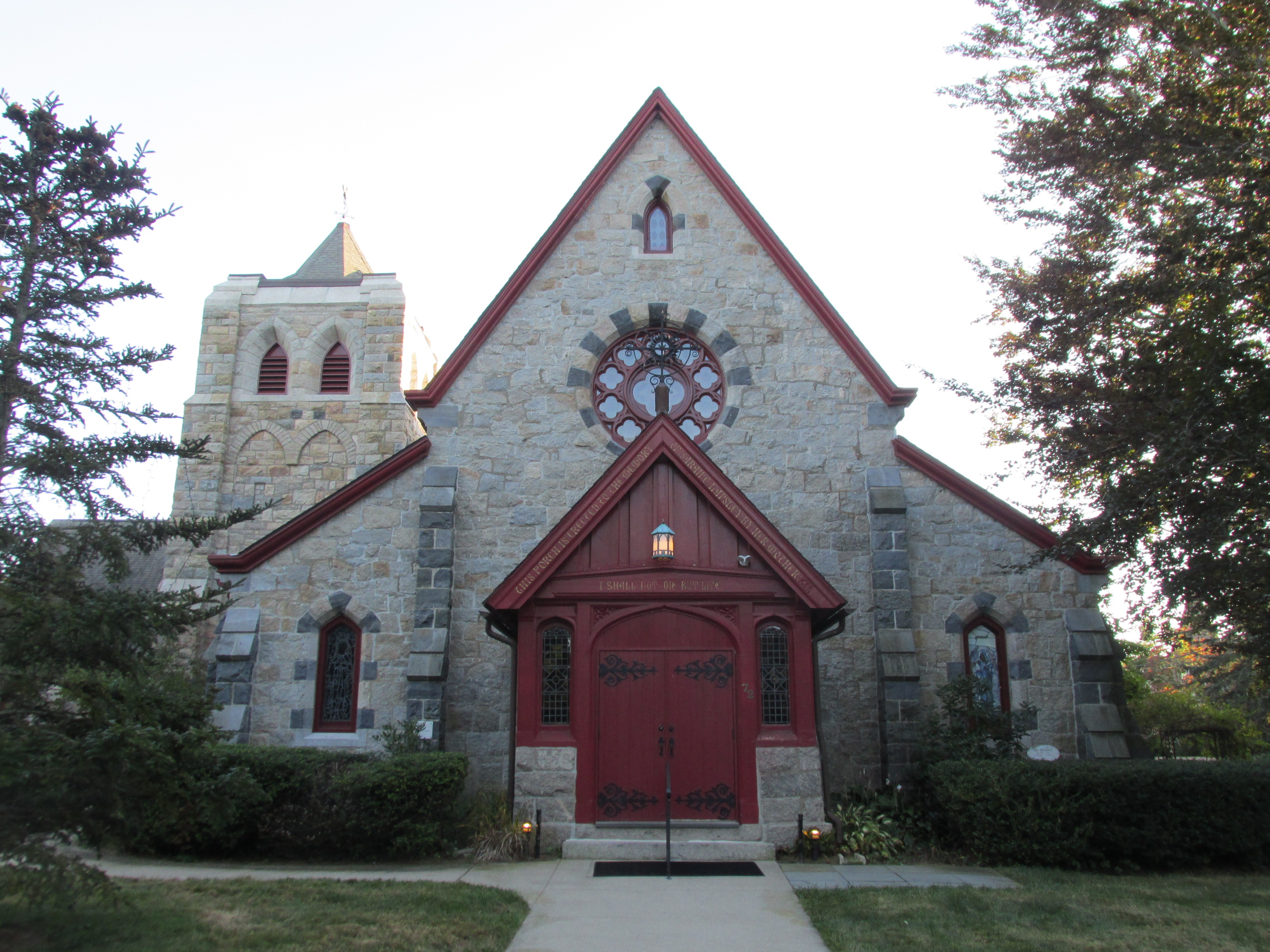